# Delacourella
Delacourella is een monotypisch geslacht van zangvogels uit de familie prachtvinken (Estrildidae). De enige soort:
- Delacourella capistrata  – Witwangastrild